# Laïfa Ouyahia
Pour les articles homonymes, voir Ouyahia.
Laïfa Ouyahia, né en 1963 à Alger et mort le 21 juin 2020 dans la même ville, est un banquier, avocat et homme politique algérien, frère de l'ancien Premier ministre Ahmed Ouyahia.

## Biographie
Issu d'une famille originaire du village de Bouadnane (commune d'Iboudraren, dans l'actuelle wilaya de Tizi Ouzou, en Kabylie, région berbèrophone du Nord est de l'Algérie), il naît en 1963 à Belouizdad, à Alger. La famille y a emménagé durant la guerre d'Algérie pour fuir celle-ci,. Les deux frères ont par ailleurs coupé les ponts depuis le décès de leur mères, à la fin des années 1990.
Laïfa obtient ensuite une licence en droit puis devient avocat, et un temps banquier. Bien que son frère exerce d'importantes fonctions au sommet de l'État, en ayant été plusieurs fois Premier ministre, Laïfa n'obtient pas de privilèges, de favoritisme ou de passe-droit. Il réside même dans une habitation à loyer modéré et son frère, en représailles, dont il cherche à se démarquer, intervient pour lui refuser un logement social. Ceci le pousse à quitter ses fonctions à la Banque nationale d'Algérie pour redevenir avocat. Durant son parcours, il plaide ainsi à l'occasion de plusieurs affaires de corruption.
Membre du Front de libération nationale (FLN), il est candidat aux élections législatives algériennes de 1997 mais ne rejoint pas le parti de son frère, le Rassemblement national démocratique (RND). Il est de nouveau candidat, cette fois-ci en tant qu'indépendant lors des élections législatives algériennes de 2007. En 2012, à nouveau candidat lors des élections législatives algériennes de 2012, cette fois-ci sous la bannière du Parti national libre (PNL). il qualifie la politique et la gestion de son frère d'« échec inimaginable ». Il échoue ainsi pour la troisième fois à se faire élire comme député.
Il s’oppose par ailleurs au troisième et au quatrième mandats du président Abdelaziz Bouteflika. En mars 2019, dans le contexte du Hirak, il appelle son frère à démissionner de ses fonctions. Après l'arrestation de celui-ci, il s'occupe de ce dernier en l'absence de sa femme et de son fils, à l'étranger, et lui rend régulièrement visite en prison. Puis il devient son avocat en décembre 2019, après que les précédents avocats aient démissionné. Souffrant de diabète,, Laïfa meurt le 21 juin 2020 des suites d'un arrêt cardiaque après avoir fait un malaise au cours du procès de son frère. Son décès suscite des émotions de la part de journalistes et d'avocats.